# 2018 en Algérie
Chronologie de l’Algérie
- 2014
- 2015
- 2016
- 2017
- 2018
- 2019
- 2020
- 2021
- 2022

Cet article présente les faits marquants de l'année 2018 en Algérie ou relatifs à l'Algérie; datation selon le calendrier grégorien.

## Événements
- 11 avril : un accident d'avion militaire fait 257 morts en Algérie.
- 29 mai : saisi de 701 kilos de cocaïne dans le port d'Oran[1].
- 26 juin : Abdelghani Hamel est démis ses fonctions  à la tête de la Direction générale de la Sûreté nationale il est remplacé par Mustapha El-Habiri[2].
- 5 juillet : record de chaleur à Ouargla en Algérie, avec 51,3 °C, il s'agit de la température la plus chaude jamais enregistrée dans le pays[3]. Le précédent record était détenu par la ville d'In Salah, avec 50,6 °C.
- 30 juillet : embuscade de Bissy, menée par AQMI contre l'armée algérienne.
- 8 décembre : les martyrs d'Algérie, comprenant les moines de Tibhirine, sont béatifiés à Oran (Algérie).
- 29 décembre : élections sénatoriales algériennes de 2018 afin de renouveler au scrutin indirect et par nomination la moitié des membres du Conseil de la nation[4].

## Sports
- Jeux africains de la jeunesse de 2018
- Algérie aux Jeux méditerranéens de 2018

### Basket-ball
- Championnat d'Algérie de basket-ball 2017-2018
- Coupe d'Algérie de basket-ball 2017-2018

### Cross-country
- Championnats d'Afrique de cross-country 2018

### Cyclisme
- Grand Prix international de la ville d'Alger 2018

### Football
- Équipe d'Algérie de football en 2018
- Supercoupe d'Algérie de football 2018
- Championnat d'Algérie de football 2017-2018
- Championnat d'Algérie de football 2018-2019
- Championnat d'Algérie féminin de football 2018-2019
- Championnat d'Algérie de football de deuxième division 2017-2018
- Championnat d'Algérie de football de deuxième division 2018-2019
- Championnat d'Algérie de football de troisième division 2017-2018
- Championnat d'Algérie de football de troisième division 2018-2019
- Coupe d'Algérie de football 2017-2018
- Coupe d'Algérie de football 2018-2019
- Saison 2017-2018 de l'USM Alger
- Saison 2018-2019 de l'USM Alger
- Saison 2017-2018 du MC Alger
- Saison 2018-2019 du MC Alger
- Saison 2017-2018 de l'USM Blida
- Saison 2017-2018 de la Jeunesse sportive de Kabylie
- Saison 2017-2018 du MC Oran
- Saison 2018-2019 du MC Oran

### Handball
- Coupe d'Algérie masculine de handball 2017-2018
- Coupe d'Algérie masculine de handball 2018-2019

### Natation
- Championnats d'Afrique de natation 2018

## Culture

### Cinéma
- Le Festival du film méditerranéen d’Annaba 2018, 3e édition du festival, se déroule du 21 au 27 mars 2018 au théâtre régional Azzedine Medjoubi à Annaba[5],[6],[7],[8],[9].

## Naissances en 2018
- Naissance en Algérie en 2018

## Décès en 2018
- Décès en Algérie en 2018